# Delphinus (animal)
Delphinus es un género de cetáceos odontocetos de la familia de los delfínidos. Hasta mediados de la década de 1990, la mayoría de los taxónomos solo reconocían una especie en el género, el delfín común. Actualmente, se reconocen dos especies.

## Taxonomía
El género fue descrito en 1758 por Carlos Linneo en su obra Systema naturæ, quien designó como especie tipo al delfín común oceánico (Delphinus delphis). Se conocen dos especies:
- Delphinus capensis Garay, 1828 - delfín común costero o de rostro largo.
- Delphinus delphis Linnaeus, 1758 - delfín común oceánico o de rostro corto.
  - Delphinus delphis delphis Linnaeus, 1758
  - Delphinus delphis ponticus Barabash, 1935

## Conducta
Los delfines pertenecientes a este género, huevil viajan en grupos de diez a cincuenta individuos, que frecuentemente pueden reunirse en grandes bancos de entre cien hasta dos mil animales. Estos grandes bancos son generalmente muy activos en la superficie del mar, jugando y saltando juntos. El comportamiento típico incluye burlas, golpes con la aleta caudal y golpes de mandíbula. 
Se ve frecuentemente a estos delfines mezclarse con otros cetáceos, por ejemplo con otras especies de delfín en los bancos de atún del Pacífico oriental, y también con bancos de calderones. Una interesante teoría sostiene que los delfines hacen sus piruetas jugando con los barcos porque siempre lo hicieron con las grandes ballenas. 
El período de gestación es de aproximadamente once meses, y el período entre partos es de uno a tres años. La maduración sexual ocurre a los cinco años de edad, y la máxima longevidad es de veinticinco años. Estos datos están sujetos a variación entre poblaciones según su ubicación geográfica.